# Saraj

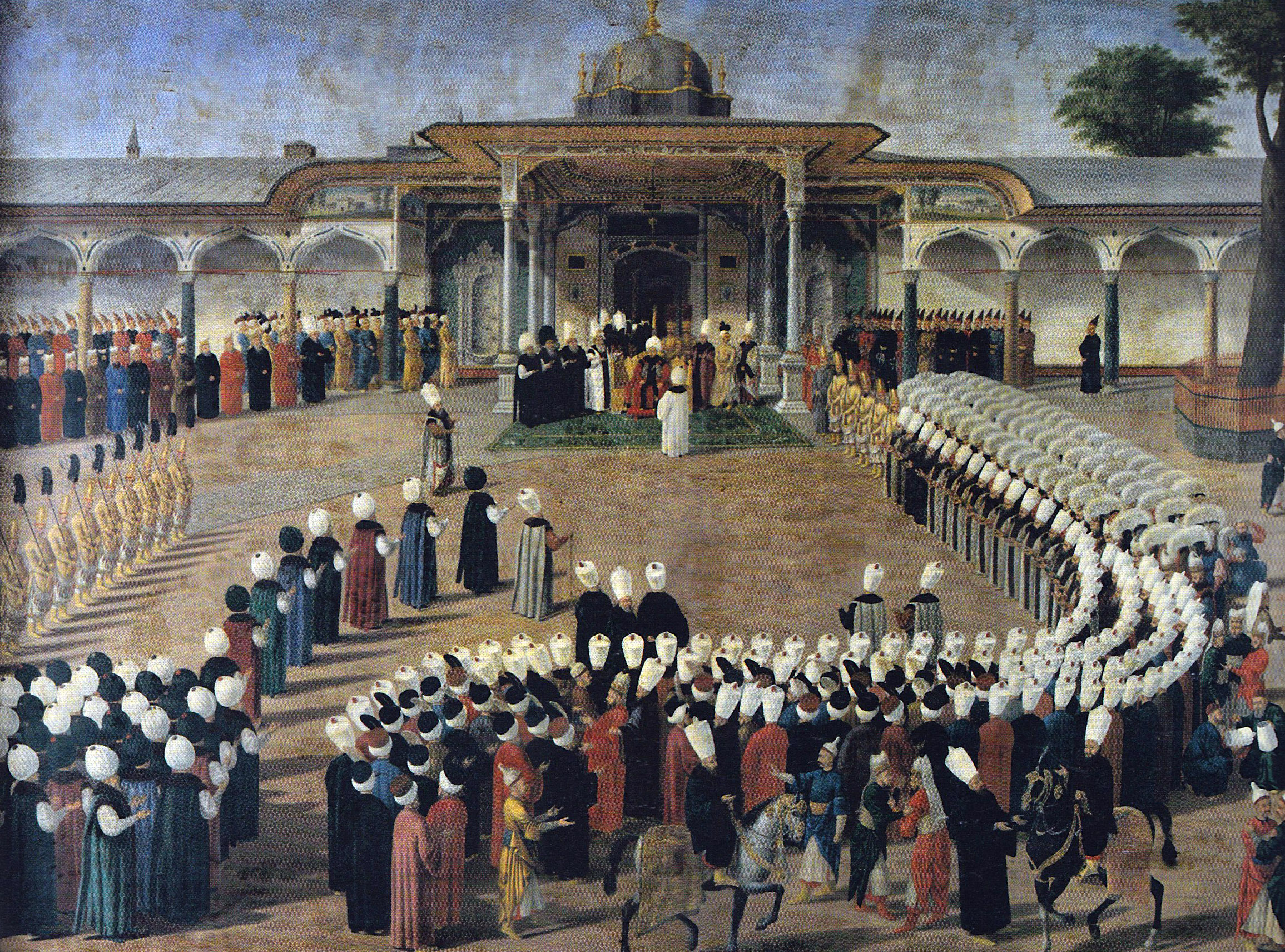
Sultán Selim III. při audienci před Bránou štěstí paláce Topkapi

Saraj, také serail, sarāy, seraj nebo seraglio (z perského سرای, ), znamená palác, často vládní palác, také hrad nebo jeho část v Osmanské říši.

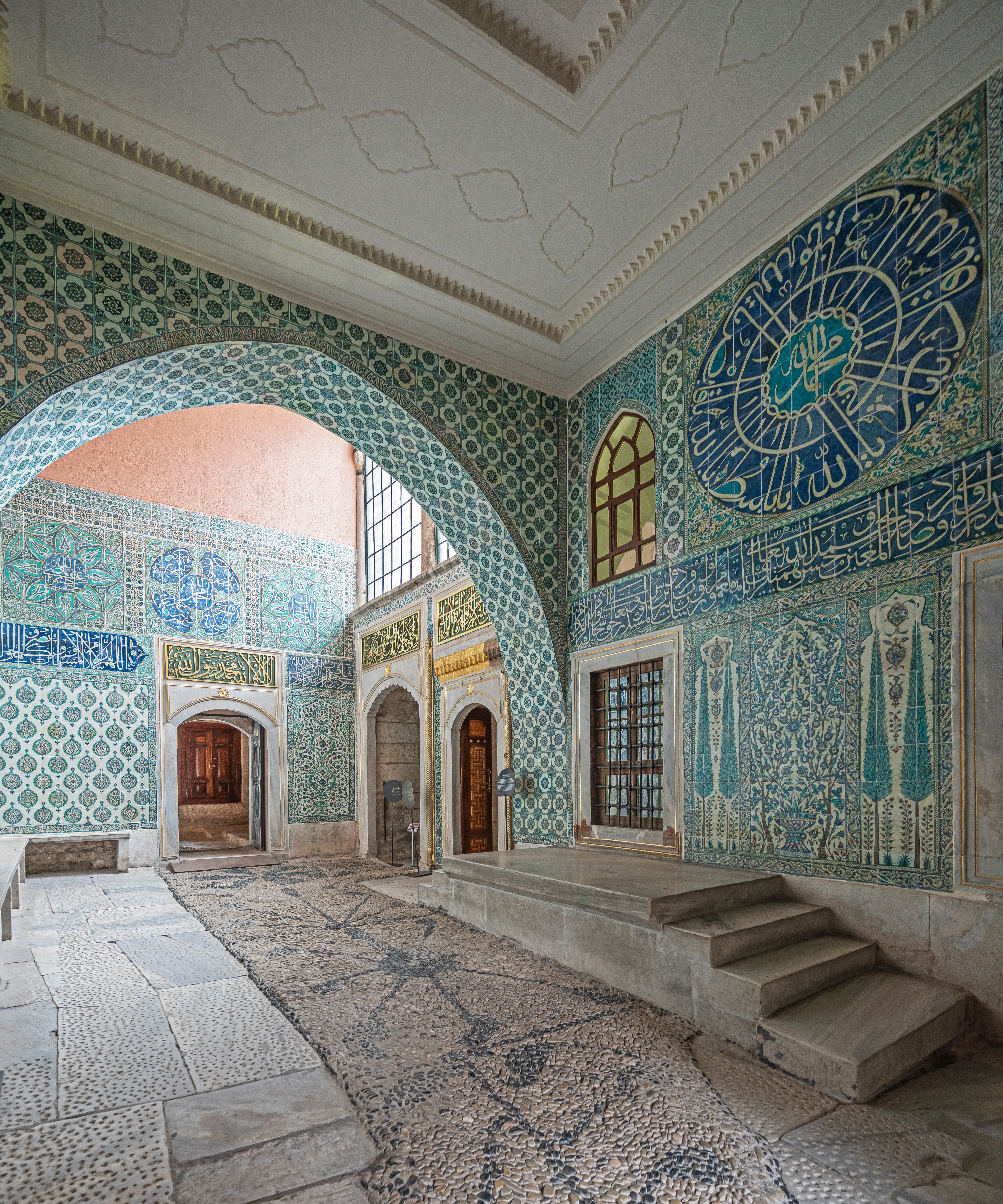
Hala serailu v paláci Topkapi v Istanbulu

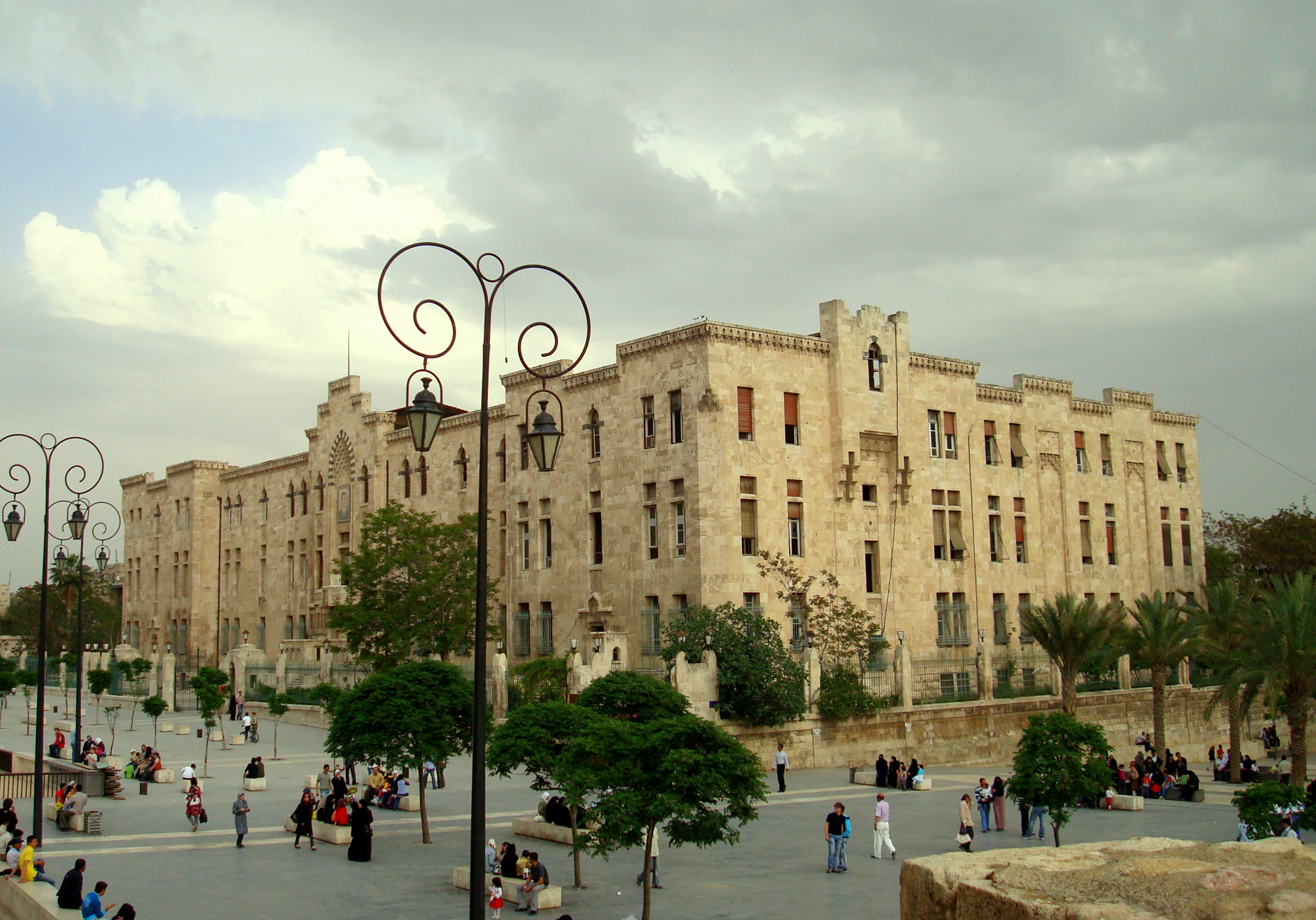
Velký Saraj v Aleppu v roce 2009

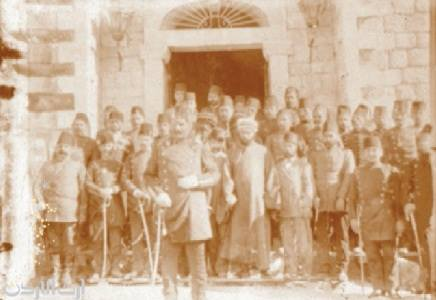
Otomanští důstojníci před Kerakem při vzpouře roku 1910

## Etymologie
Transkripce původem perského názvu v minulosti prošla turečtinou, italštinou a francouzštinou, v latině má ekvivalent serraculum', což znamená uzavřený prostor.

## Historie
V muslimském prostředí se tak označoval vládní palác, palácové město Konstantinopol, nebo staré hlavní město Zlaté hordy v chanátu Kipčak. V mezopotámské architektuře to byl vlastní palác s přijímacími místnostmi a řadou dvorů. V mohamedánském obytném domě uzavřené oddělení žen, manželek a konkubín, tedy harém.

## Známé seraily
- Palác Topkapi v Istanbulu - často se termín užívá pro tento palác, protože byl sídlem osmanských sultánů za osmanské nadvlády, tj. až do roku 1922. Jeho uzavřená část s dvorem sloužila jako harém.[3]
- Palác Dolmabahçe v Istanbulu
- Palác paši Izáka v Istanbulu
- Palác Yildiz v Istanbulu
- Palác Bejlerbej v Istanbulu
- Grand Saraj v Bejrútu
- Grand Saraj v Aleppu (pobořen)
- Grand Saraj v Tripolisu
- Saraj v Jaffě
- Hrad Kerak v Jordánsku
- Sarajevo, založeno v 15. století Osmany jako Bosna-saraj
- Chánský palác v Bachčisaraji

## Odraz v umění
- Únos ze serailu - opera W.A. Mozarta
- Kamphoevener, Elsa Sophia von, Křišťálový serail, u nočních ohňů karavan. Praha ̠ Vyšehrad 2002, ISBN 80-7021-550-X
- Bell Jean, Dáma ze serailu. Alpress Frýdek-Místek 2001
- J.B. Fatima perla harému, neb Turecký lupič dívek v Cařihradě. J. Vybulka Kladno 1877[4]
- Bachčisarajská fontána, poema A. S. Puškina[5] (též balet a film)